# First Presbyterian Church (Bozeman)

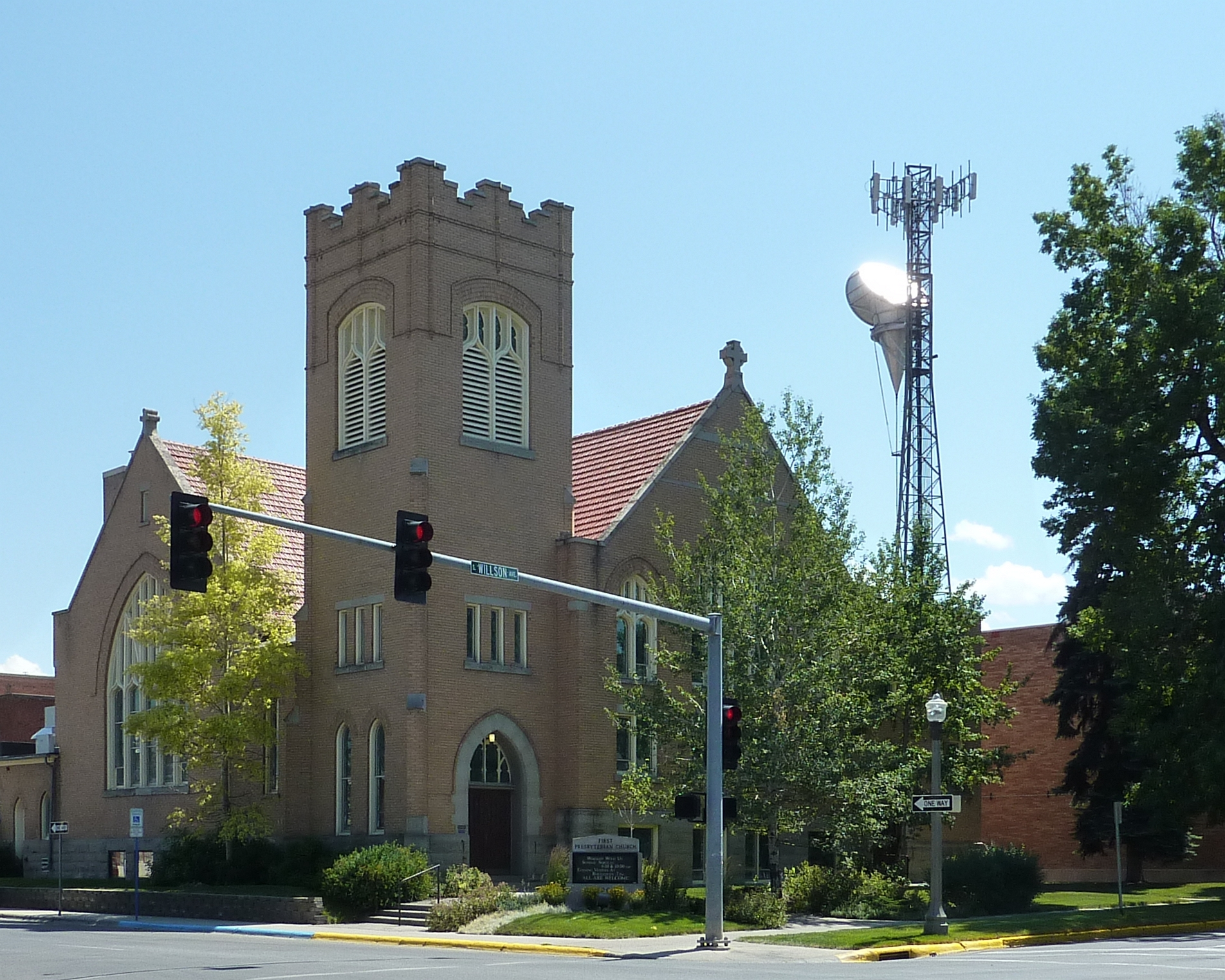
Die First Presbyterian Church in Bozeman

Die First Presbyterian Church  ist ein Kirchengebäude der Presbyterian Church (U.S.A.) in  Bozeman (Gallatin County) im US-amerikanischen Bundesstaat Montana. Die Kirche ist als nationales historisches Denkmal gelistet.

## Geschichte
Die Presbyterian General Assembly beauftragte Reverend Sheldon Jackson, den Superintendenten für die Mission im Nordwesten, im Jahr 1872 Geistliche zu versammeln, um in Montana, Colorado, Wyoming und Utah neue Kirchengemeinden zu gründen. Zu den sieben Gründungen in Montana gehörte die Gemeinde in Bozeman. Zunächst nutzte die Gemeinde Kirchen der Methodisten und Episkopalen für ihre Gottesdienste, bis schließlich 1880 eine kleine Holzkirche eingeweiht wurde. Pläne für einen größeren Neubau begannen 1893 im Zuge einer größeren Wirtschaftskrise, die dafür sorgte, dass erst 1908 der Grundstein auf einem Grundstück gelegt werden konnte, das der Gemeinde durch General Lester S. Willson geschenkt worden war. Der Bau erfolgte nach einem Entwurf durch die Architekten Turnbull und Jones aus Elgin in Illinois im Stil der Neugotik. Die Einweihung fand am 20. Februar 1910 statt. 1910 wurde der Kirche auch eine Pfeifenorgel gestiftet, die die erste in Bozeman war.
1987 erfolgte die Eintragung in das National Register of Historic Places.